# 倉光弘昭
倉光 弘昭（くらみつ ひろあき、1956年11月8日 - ）は、日本の政治家。青森県つがる市長（2期）。

## 来歴
青森県西津軽郡木造町（現・つがる市木造柴田）生まれ。青森県立五所川原高等学校、明治大学農学部卒業。
1982年（昭和57年）4月、木造町役場に入庁。
2005年（平成17年）2月11日、西津軽郡木造町、森田村、柏村、稲垣村、車力村の1町4村が合併して、つがる市が誕生。2017年（平成29年）4月、つがる市副市長に就任。
2021年（令和3年）2月21日告示、2月28日執行のつがる市長選挙に自由民主党の推薦を受けて立候補し、無投票で初当選した。3月13日、市長就任。2025年（令和7年）2月、無投票で再選。